# کاترین مک‌دانلد
کاترین مک‌دانلد (انگلیسی: Katherine Agnew MacDonald؛ ۱۴ دسامبر ۱۸۹۱ – ۴ ژوئن ۱۹۵۶) یک هنرپیشه اهل ایالات متحده آمریکا بود.